# Saint-Hilaire-de-Briouze
 Saint-Hilaire-de-Briouze  es una población y comuna francesa, situada en la región de Baja Normandía, departamento de Orne, en el distrito de Argentan y cantón de Briouze.

## Demografía
| 389 | 377 | 365 | 325 | 303 | 262 |
| Para los censos de 1962 a 1999 la población legal corresponde a la población sin duplicidades (Fuente: INSEE [Consultar]) |     |     |     |     |     |